# Trubbstjärtat långebarn
Trubbstjärtat långebarn (Leptoclinus maculatus) är en ålliknande bottenfisk som tillhör familjen tångsnärtefiskar.

## Utseende
En långsträckt, ålliknande fisk med små fjäll, baktill trubbig, endast svagt konvex stjärtfena, relativt lång analfena (halva kroppens längd) och ännu längre ryggfena. Kroppen är brungul med mörkare bruna fläckar. Som mest blir den 20 cm lång.

## Vanor
Det trubbstjärtade långebarnet lever på mjukbottnar (sand, grus, dy) vid ett djup av 20 till 400 m, dock vanligen under 200 m. Arten livnär sig på kräftdjur och havsborstmaskar.

### Fortplantning
Arten leker under vintern på grunt vatten då honan kan lägga upptill 1 000 ägg på bottnen, som kläcks efter 4 till 6 veckor.

## Utbredning
Det trubbstjärtade långebarnet är en övervägande arktisk fisk som finns i Nordatlanten från Skagerack och norrut längs norska kusten till Spetsbergen och Murmansk, vidare västerut till Island, Grönland och Nordamerika (arktiska Nordamerika till Labradorhalvön). Den finns även i Stilla havet (norra Japanska havet, Aleuterna till delstaten Washington i USA). Den besöker regelbundet Bohuslän, men fortplantar sig inte där.